# Regionalliga (nữ)
Regionalliga là giải bóng đá hạng ba trong hệ thống bóng đá nữ tại Đức. Regionalliga bao gồm năm hạng đấu. Đội vô địch của mỗi hạng đấu  giành quyền lên chơi ở 2. Bundesliga ở mùa giải sang năm.

## Cấu trúc giải
Một mùa giải bao gồm hai lượt, các đội lần lượt gặp nhau theo thể thức sân nhà sân khách. Mùa giải thường bắt đầu vào tháng 8 hoặc tháng 9, lượt đi kết thúc vào tháng 12. Lượt về bắt đầu vào tháng 2 và kết thúc vào tháng 5 hoặc tháng 6.
Vào cuối mùa giải đội vô địch lên thi đấu ở 2. Bundesliga mùa giải sau. Đối với các đội xuống hạng từ 2. Bundesliga Hiệp hội bóng đá Đức sẽ quyết định hạng đấu nào mà một đội sẽ thi đấu.

## Regionalliga Nord
Regionalliga Nord là hạng đấu cao nhất ở miền Bắc Đức. Các đội thuộc các liên đoàn bóng đá của Niedersachsen, Schleswig-Holstein, Hamburg, hoặc Bremen. Hạng đấu gồm mười hai đội.

## Regionalliga Nordost
Regionalliga Nordost là hạng đấu cao nhất ở Đông Bắc Đức. Các đội thuộc các liên đoàn bóng đá của Berlin, Brandenburg, Mecklenburg-Vorpommern, Sachsen, Sachsen-Anhalt, hoặc Thüringen. Hạng đấu gồm 12 đội.

## Regionalliga Süd
Regionalliga Süd là hạng đấu cao nhất ở miền Nam Đức. Các đội thuộc các liên đoàn bóng đá của Bayern, Baden, Nam Baden, Württemberg, và Hessen. Hạng đấu gồm 10 đội.

## Regionalliga Südwest
Regionalliga Südwest là hạng đấu cao nhất ở Tây Nam Đức. Các đội thuộc các liên đoàn bóng đá của Rheinland, Saarland, hoặc Südwest. Hạng đấu gồm 13 đội.

## Regionalliga West
Regionalliga West là hạng đấu cao nhất ở miền Tây Đức. Các đội thuộc các liên đoàn bóng đá của Mittelrhein, Niederrhein, hoặc Westfalen (tức là các đội thuộc bang Nordrhein-Westfalen). Hạng đấu gồm 14 đội.

## Các đội vô địch
Nguồn:

### 1985–1986
| Mùa     | Regionalliga West |
| ------- | ----------------- |
| 1985–86 | TSV Siegen        |

### 1986–1990
| Mùa     | Regionalliga Nord           | Regionalliga West     |
| ------- | --------------------------- | --------------------- |
| 1986–87 | Lorbeer Rothenburgsort      | TSV Siegen            |
| 1987–88 | Lorbeer Rothenburgsort      | SSG Bergisch Gladbach |
| 1988–89 | Fortuna Sachsenroß Hannover | TSV Siegen            |
| 1989–90 | VfR Eintracht Wolfsburg     | TSV Siegen            |

### 1990–1996
| Mùa     | Regionalliga Nord          | Regionalliga Nordost   | Regionalliga West       |
| ------- | -------------------------- | ---------------------- | ----------------------- |
| 1990–91 | TV Jahn Delmenhorst        | FF USV Jena            | Grün-Weiß Brauweiler    |
| 1991–92 | TV Jahn Delmenhorst        | 1. FFC Turbine Potsdam | STV Lövenich            |
| 1992–93 | Schmalfelder SV            | 1. FC Lübars           | FC Rumeln-Kaldenhausen  |
| 1993–94 | VfL Wittekind Wildeshausen | 1. FFC Turbine Potsdam | SG Wattenscheid 09      |
| 1994–95 | TV Jahn Delmenhorst        | Polizei SV Rostock     | SpVgg Oberaußem-Fortuna |
| 1995–96 | VfL Wittekind Wildeshausen | Hertha Zehlendorf      | SG Wattenscheid 09      |

### 1996–2000
| Mùa     | Regionalliga Nord   | Regionalliga Nordost   | Regionalliga West       | Regionalliga Südwest |
| ------- | ------------------- | ---------------------- | ----------------------- | -------------------- |
| 1996–97 | TV Jahn Delmenhorst | Hertha Zehlendorf      | SG Wattenscheid 09      | SC 07 Bad Neuenahr   |
| 1997–98 | WSV Wendschott      | Hertha Zehlendorf      | Rot-Weiß Hillen         | TuS Ahrbach          |
| 1998–99 | Hamburger SV        | Hertha Zehlendorf      | SpVgg Oberaußem-Fortuna | TuS Ahrbach          |
| 1999–00 | Hamburger SV        | Tennis Borussia Berlin | FFC Heike Rheine        | 1. FC Saarbrücken II |

### 2000–2004
| Mùa     | Regionalliga Nord   | Regionalliga Nordost   | Regionalliga West       | Regionalliga Südwest | Regionalliga Süd |
| ------- | ------------------- | ---------------------- | ----------------------- | -------------------- | ---------------- |
| 2000–01 | Hamburger SV        | Tennis Borussia Berlin | SpVgg Oberaußem-Fortuna | TuS Niederkirchen    | SC Freiburg      |
| 2001–02 | SV Victoria Gersten | Tennis Borussia Berlin | SpVgg Oberaußem-Fortuna | TuS Niederkirchen    | 1. FC Nürnberg   |
| 2002–03 | Hamburger SV        | FF USV Jena            | FC Gütersloh            | 1. FC Saarbrücken    | SC Sand          |
| 2003–04 | SV Victoria Gersten | Tennis Borussia Berlin | SGS Essen               | TuS Niederkirchen    | TSV Crailsheim   |

### 2004–2007
| Mùa     | Regionalliga Nord | Regionalliga Nordost | Regionalliga West        | Regionalliga Südwest  |
| ------- | ----------------- | -------------------- | ------------------------ | --------------------- |
| 2004–05 | Holstein Kiel     | FFC Neubrandenburg   | TuS Köln rrh.            | TuS Niederkirchen     |
| 2005–06 | Hamburger SV II   | Lokomotive Leipzig   | HSV Borussia Friedenstal | SC 07 Bad Neuenahr II |
| 2006–07 | FFC Oldesloe      | 1. FC Union Berlin   | FCR 2001 Duisburg II     | SV Dirmingen          |

### 2007–
| Mùa     | Regionalliga Nord   | Regionalliga Nordost      | Regionalliga West          | Regionalliga Südwest    | Regionalliga Süd       |
| ------- | ------------------- | ------------------------- | -------------------------- | ----------------------- | ---------------------- |
| 2007–08 | Mellendorfer TV     | FF USV Jena II            | SGS Essen II               | FSV Jägersburg          | FV Löchgau             |
| 2008–09 | SV Werder Bremen    | Magdeburger FFC           | FFC Brauweiler Pulheim     | TuS Wörrstadt           | Bayern München II      |
| 2009–10 | BV Cloppenburg      | Leipziger FC 07           | 1. FFC Recklinghausen 2003 | 1. FFC 08 Niederkirchen | TSG 1899 Hoffenheim    |
| 2010–11 | Mellendorfer TV     | FF USV Jena II            | Borussia Mönchengladbach   | SC 07 Bad Neuenahr II   | ETSV Würzburg          |
| 2011–12 | Holstein Kiel       | Blau-Weiß Hohen Neuendorf | 1. FFC Recklinghausen 2003 | SV Bardenbach           | SC Sand                |
| 2012–13 | VfL Wolfsburg II    | Lichterfelder FC          | VfL Bochum                 | TuS Wörrstadt           | SV 67 Weinberg         |
| 2013–14 | Holstein Kiel       | SV Eintracht Leipzig-Süd  | Alemannia Aachen           | TSV Schott Mainz        | TSG 1899 Hoffenheim II |
| 2014–15 | SV Henstedt-Ulzburg | Blau-Weiß Hohen Neuendorf | Borussia Mönchengladbach   | TSV Schott Mainz        | Eintracht Wetzlar      |
| 2015–16 | Bramfelder SV       | 1. FC Union Berlin        | Arminia Bielefeld          | 1. FFC 08 Niederkirchen | SC Sand II             |
| 2016–17 | SV Werder Bremen II | FF USV Jena II            | 1. FC Köln II              | SG Andernach            | SC Freiburg II         |